# اوسییه
اوسییه (به صربی: Usije) یک منطقهٔ مسکونی در صربستان است که در گولوباک واقع شده‌است. اوسییه ۳۱۹ نفر جمعیت دارد.